# Michelle Finn-Burrell
Michelle Bonae Finn-Burrell (ur. 8 maja 1965 w Orlando) – amerykańska lekkoatletka specjalizująca się w krótkich biegach sprinterskich, uczestniczka letnich igrzysk olimpijskich w Barcelonie (1992), złota medalistka olimpijska w biegu sztafetowym 4 × 100 metrów, startowała wówczas w eliminacjach.
W swej karierze zdobyła również tytuł wicemistrzyni świata w Stuttgarcie, dwa złote medale uniwersjady w Kobe i Duisburgu oraz złoty medal igrzysk panamerykańskich w Indianapolis.
Od 1994 r. żona sprintera Leroya Burrella. Ich syn Cameron także uprawia lekkoatletykę.

## Igrzyska olimpijskie
| Miejsce | Dzień      | Rok  | Miejscowość | Konkurencja   | Czas biegu | Strata   | Zwycięzca     |
| ------- | ---------- | ---- | ----------- | ------------- | ---------- | -------- | ------------- |
| 7.      | 6 sierpnia | 1992 | Barcelona   | bieg na 200 m | 22,61 s    | + 0,80 s | Gwen Torrence |

## Mistrzostwa świata
| Miejsce | Dzień       | Rok  | Miejscowość | Konkurencja        | Czas biegu | Strata   | Zwycięzca     |
| ------- | ----------- | ---- | ----------- | ------------------ | ---------- | -------- | ------------- |
| 11.     | 16 sierpnia | 1993 | Stuttgart   | bieg na 100 m      | 11,25 s    | -        | Gail Devers   |
| 16.     | 19 sierpnia | 1993 | Stuttgart   | bieg na 200 m      | 23,26 s    | -        | Merlene Ottey |
| srebro  | 22 sierpnia | 1993 | Stuttgart   | sztafeta 4 × 100 m | 41,49 s    | + 0,00 s | Rosja         |

## Halowe mistrzostwa świata
| Miejsce | Dzień   | Rok  | Miejscowość  | Konkurencja  | Czas biegu | Strata   | Zwycięzca       |
| ------- | ------- | ---- | ------------ | ------------ | ---------- | -------- | --------------- |
| 5.      | 6 marca | 1987 | Indianapolis | bieg na 60 m | 7,19 s     | + 0,11 s | Nelli Cooman    |
| 10.     | 3 marca | 1989 | Budapeszt    | bieg na 60 m | 7,30 s     | -        | Nelli Cooman    |
| 7.      | 8 marca | 1991 | Sewilla      | bieg na 60 m | 7,23 s     | + 0,21 s | Irina Priwałowa |

## Rekordy życiowe
- bieg na 60 metrów (hala) – 7,07 – Princeton 28/02/1992
- bieg na 100 metrów – 11,05 – Seattle 24/07/1990
- bieg na 200 metrów – 22,39 – Barcelona 05/08/1992